# Dynnestakken
Dynnestakken ou Dydnestakken est une île et un village dans le landskap Sunnhordland du comté de Vestland. Elle appartient administrativement à Øygarden.

## Géographie
Rocheuse et couverte d'une légère végétation, elle s'étend sur environ 495 m de longueur pour une largeur approximative de 221 m.